# Município de Harrison (condado de Scioto, Ohio)
O município de Harrison (em inglês: Harrison Township) é um município localizado no condado de Scioto no estado estadounidense de Ohio. No ano de 2010 tinha uma população de 4.548 habitantes e uma densidade populacional de 47,42 pessoas por km².

## Geografia
O município de Harrison encontra-se localizado nas coordenadas 38° 48′ 26″ N, 82° 51′ 32″ O. Segundo a Departamento do Censo dos Estados Unidos, o município tem uma superfície total de 95.9 km², da qual 95.16 km² correspondem a terra firme e (0.77%) 0.74 km² é água.

## Demografia
Segundo o censo de 2010, tinha 4.548 pessoas residindo no município de Harrison. A densidade populacional era de 47,42 hab./km².